# Lonchoptera acinaris
Lonchoptera acinaris är en tvåvingeart som först beskrevs av Seguy 1938.  Lonchoptera acinaris ingår i släktet Lonchoptera och familjen spjutvingeflugor.
Artens utbredningsområde är Kenya. Inga underarter finns listade i Catalogue of Life.